# Tuyên ngôn độc lập Ukraina
Đạo luật Tuyên ngôn độc lập của Ukraina (tiếng Ukraina: Акт проголошення незалежності України, chuyển tự Akt proholoshennya nezalezhnosti Ukrayiny) được Quốc hội Ukraina (Verkhovna Rada) thông qua vào ngày 24 tháng 8 năm 1991. Đạo luật xác định Ukraina là một quốc gia độc lập.
Vào ngày 1 tháng 12 năm 1991, một cuộc Trưng cầu dân ý về Đạo luật Tuyên bố Độc lập được tổ chức tại Ukraina.

## Thông qua
Đạo luật được thông qua là kết quả từ nỗ lực đảo chính vào ngày 19 tháng 8 khi các nhà lãnh đạo Cộng sản thuộc phái Bảo thủ của Liên Xô nỗ lực khôi phục quyền kiểm soát của trung ương Đảng đối với Liên Xô. Nhằm phản ứng (trong một phiên họp bất thường kéo dài suốt 11 giờ căng thẳng), Xô viết Tối cao (quốc hội) của CHXHCNXV Ukraina trong một phiên họp đặc biệt vào Thứ Bảy với đa số áp đảo đã phê chuẩn Đạo luật Tuyên ngôn độc lập. Đạo luật được thông qua với 321 phiếu tán thành, 2 phiếu phản đối, và 6 người không bỏ phiếu (trong số 360 người tham dự). Tác giả của văn bản là Levko Lukyanenko. Đảng Cộng sản Ukraina (CPU) cảm thấy không có lựa chọn nào khác ngoài một quyết định ly khai, và như họ biểu thị là để tách bản thân khỏi các sự kiện tại Moskva, đặc biệt là phong trào chống cộng mãnh liệt trong Quốc hội Nga. Bí thư thứ nhất của Đảng Cộng sản Ukraina Stanislav Hurenko phát biểu trong cuộc tranh luận rằng "Nếu chúng ta không bỏ phiếu cho độc lập, đó sẽ là một tai họa".
Cũng trong ngày 24 tháng 8, Quốc hội yêu cầu một cuộc trưng cầu dân ý về ủng hộ Tuyên ngôn độc lập. Đề xuất yêu cầu trưng cầu dân ý toàn quốc đến từ các thủ lĩnh đối lập Ihor Yukhnovsky và Dmytro Pavlychko. Quốc hội cũng bỏ phiếu thiết lập Vệ binh quốc gia của Ukraina và chuyển quyền tài phán đối với toàn bộ các lực lượng vũ trang trên lãnh thổ Ukraina sang cho Quốc hội.
Ngoài một đám đông náo nhiệt tụ tập tại Quốc hội, các đường phố tại Kiev yên tĩnh trong ngày này, với một vài dấu hiệu tán dương công khai.
Trong những ngày sau đó, một số nghị quyết và sắc lệnh được thông qua: quốc hữu hóa toàn bộ tài sản của Đảng Cộng sản Ukraina và chuyển giao chúng cho Xô viết Tối cao và các hội đồng địa phương; ban bố một lệnh ân xá cho toàn bộ các tù nhân chính trị; đình chỉ toàn bộ các hoạt động của Đảng Cộng sản Ukraina và đóng băng tài sản và tài khoản ngân hàng của Đảng Cộng sản Ukraina trong khi điều tra chính thức về khả năng cộng tác với những người âm mưu đảo chính tại Moskva; thiết lập một ủy ban để điều tra hành vi của quan chức trong đảo chính; và thiết lập một ủy ban quân vụ liên quan đến thiết lập Bộ Quốc phòng Ukraina.
Ngày 26 tháng 8 năm 1991, đại biểu thường trực của CHXHCNXV Ukraina tại Liên Hợp Quốc (CHXHCNXV Ukraina là một thành viên sáng lập của Liên Hợp Quốc) Hennadiy Udovenko thông báo cho văn phòng của Tổng Thư ký Liên Hợp Quốc rằng phái đoàn thường trực của ông tại Liên hiệp Quốc sẽ chính thức đại diện cho Ukraina.
Ngày 26 tháng 8 năm 1991, ủy ban hành chính của Kiev cũng bỏ phiếu loại bỏ toàn bộ các tượng đài lãnh đạo cộng sản khỏi các địa điểm công cộng, bao gồm tượng Lenin tại Quảng trường Cách mạng Tháng Mười tại trung tâm thành phố. Quảng trường được đổi tên thành Maidan Nezalezhnosti (Quảng trường độc lập) giống như ga tàu điện ngầm bên dưới nó, theo quyết định của ủy ban hành chính.
Ngày 28 tháng 8 năm 1991, trên 200.000 cư dân Lviv tuyên bố họ sẵn lòng phục vụ trong vệ binh quốc gia.
Trong trưng cầu dân ý độc lập vào ngày 1 tháng 12 năm 1991, nhân dân Ukraina biểu thị ủng hộ phổ biến đối với Đạo luật Tuyên bố độc lập, với trên 90% cử tri đi bầu tán thành, trong số 82% cử tri tham dự.
Kể từ năm 1992, 24 tháng 8 được kỷ niệm tại Ukraine với vị thế là ngày Độc lập.

## Công nhận quốc tế
Ba Lan và Canada là các quốc gia đầu tiên công nhận Ukraina độc lập, đều trong ngày 2 tháng 12 năm 1991. Cũng trong ngày hôm đó, Tổng thống Nga Boris Yeltsin hành động tương tự.
Hoa Kỳ công nhận Ukraina độc lập vào ngày 25 tháng 12 năm 1991. Trong tháng đó, Ukraine tổng cộng nhận được sự công nhận của 68 quốc gia, và trong năm 1992 nhận được công nhận của 64 quốc gia khác.

## Đạo luật Độc lập
Đạo luật Tuyên ngôn Độc lập Ukraina
- Xét theo nguy cơ chí mạng vây quanh Ukraine liên quan đến đảo chính nhà nước tại Liên Xô vào ngày 19 tháng 8 năm 1991,
- Tiếp nối truyền thống nghìn năm dựng nước tại Ukraina,
- Hành động theo quyền lợi của một quốc gia trước quyền tự quyết phù hợp với Hiến chương Liên Hợp Quốc và các văn kiện pháp lý quốc tế khác, và
- Thi hành Tuyên ngôn chủ quyền quốc gia của Ukraina,

Verkhovna Rada của Cộng hòa Xã hội chủ nghĩa Xô viết Ukraina trọng thể tuyên bố

nền Độc lập của Ukraina và thiết lập một quốc gia Ukraina độc lập – UKRAINA.
Lãnh thổ của Ukraina là bất khả phân ly và bất khả xâm phạm.
Từ ngày hôm nay trở đi, chỉ có Hiến pháp và pháp luật của Ukraina có hiệu lực trên lãnh thổ Ukraina.

Đạo luật này có hiệu lực vào thời điểm được phê chuẩn.— VERKHOVNA RADA của UKRAINA, 24 tháng 8 năm 1991